# Кривец, Ефим Фомич
Ефи́м Фоми́ч Криве́ц (1897 — 1940) — старший майор государственной безопасности. Входил в состав особой тройки НКВД СССР.

## Биография
По национальности белорус. Окончил 2-е Двинское высшее начальное училище.

## Карьера
Член РСДРП(б) с 1917 года.
1917—1918 — помощник секретаря заводского комитета Арсенала (Брянск), начальник 2-го района Ржевской городской милиции.
1918—1923 — В органах ЧК. Занимал должности: Следователь, заведующий Юридическим отделом Брянской уездной ЧК; следовать, заместитель заведующего Юридическим отделом, секретарь Полтавской губернской ЧК. Уполномоченный по контрразведке, заместитель начальника Политического отдела, начальник Секретного отдела, заместитель начальника Секретно-оперативного отдела, начальник, заместитель начальника Контрразведывательного отдела, уполномоченный Киевской губернской ЧК.
1925—1934 — В органах ОГПУ УССР. Занимал должности: Уполномоченный, заместитель начальника Контрразведывательного отдела ГПУ при СНК Украинской ССР; Начальник Контрразведывательного отдела ГПУ при СНК Украинской ССР; Помощник начальника Киевского, Одесского окружного отдела ГПУ; Начальник Информационного отдела ГПУ при СНК Украинской ССР; Помощник начальника Киевского оперативного сектора ГПУ; Начальник Секретно-политического отдела ГПУ при СНК Украинской ССР; Заместитель начальника Днепропетровского областного отдела ГПУ; начальник Экономического управления ГПУ при СНК Украинской ССР; заместитель начальника, начальник Экономического отдела УГБ НКВД Украинской ССР.
С 1936 — В органах НКВД. Начальник Управления НКВД по Черниговской, Днепропетровской областям. Руководил развёртыванием массовых репрессий и фальсификацией дел на Украине. Этот период отмечен вхождением в состав особой тройки, созданной по приказу НКВД СССР от 30.07.1937 № 00447 и активным участием в сталинских репрессиях.
В середине 1938 принял должность начальника Управления НКВД по Орджоникидзевскому краю после ареста П. Ф. Булаха.

## Завершающий этап
23 января 1939 арестован и осуждён по ст. 58-7-17, 58-8, 58-11 УК РСФСР. Расстрелян 26 января 1940 года. Не реабилитирован.
В 2010 году Службой безопасности Украины включен в Список партийных и советских руководителей, руководящих сотрудников ОГПУ и ГПУ УССР, виновных в проведении на Украине политики Голодомора-Геноцида и репрессий.